# Heterocharax virgulatus
Heterocharax virgulatus is een straalvinnige vissensoort uit de familie van de spilzalmen (Acestrorhynchidae). De wetenschappelijke naam van de soort is voor het eerst geldig gepubliceerd in 2000 door Toledo-Piza.